# ترکیبیات
ترکیبیات (به انگلیسی: combinatorics) شاخه‌ای از ریاضیات است که به بررسی ساختارهای متناهی و شمارا می‌پردازد. بخش‌های مختلف ترکیبیات تشکیل شده‌اند از:
- شمارش ساختارهای دارای حالت یا اندازه‌ای خاص (ترکیبیات شمارشی)
- تصمیم‌گیری این که چه زمانی معیارهای خاصی مانند تعادل و تقارن رعایت می‌شوند و ساخت و بررسی اشیائی که از معیارها پیروی می‌کنند. (طراحی ترکیبیاتی و نظریه ماتروید)
- پیدا کردن «بزرگ‌ترین» شیء، «کوچک‌ترین» شیء یا شیء «بهینه». (بهینه‌سازی ترکیبیاتی و ترکیبیات کرانگینه).
- بررسی ساختارهای ترکیبیاتی به‌وجود آمده در زمینه‌های جبری یا به‌کارگیری فنون جبری در مسائل ترکیبیاتی (ترکیبیات جبری)

مسائل ترکیبیات در بخش‌های زیادی از ریاضیات خالص مانند جبر، نظریه احتمالات، توپولوژی و هندسه به‌وجود می‌آیند و ترکیبیات کاربرد بسیاری در بهینه‌سازی، علوم رایانه، نظریه ارگودیک و فیزیک آماری دارد. به‌طور تاریخی بسیاری از مسائل ترکیبیات، راه حلی تک کاره به مسائلی که در بخش‌های مختلف ریاضی پیش آمده‌اند داده‌است. اما در اواخر سده بیستم متدهای کلی و قدرتمندی درست شد که ترکیبیات را به بخشی جدا در ریاضیات تبدیل کرد. یکی از قدیمی‌ترین و دم‌دستی‌ترین تکه‌های ترکیبیات نظریه گراف‌ها است که کاربردهای بسیاری در شاخه‌های مختلف دارد. ترکیبیات در علوم رایانه برای بدست آوردن فرمول‌ها و تخمین‌ها در تحلیل الگوریتم‌ها کاربرد بسیاری دارد.

پنج درخت دودویی بر سه رأس، مثالی از اعداد کاتالان

- منظور از یک الگوی ترکیبیاتی، یک پیکربندی یا آرایش از عناصر یا وضع کنار هم قرارگرفتن عناصر سازنده در یک الگو است، که هر بار وضعیت یا حالتی را اتخاذ می‌کنند که یک عضو از میان مجموعهٔ ترکیبات مختلف (و از میان حالات مختلف ترکیبیاتی یک موجودیت ریاضی) است.

ترکیبیات به همراه ریاضیات گسسته از علوم اساسی المپیاد‌های کامپیوتر هستند. به این دلیل که ترکیبیات نقش مهمی در علوم رایانه دارد.
به ریاضیدانی که ترکیبیات را مطالعه می کند، ترکیب گرا می‌گویند.

## تاریخچه
مفاهیم پایه ترکیبیات و نتایج شمارشی در سراسر جهان باستان دیده می‌شود. در قرن ششم قبل از میلاد، سوشروتا (Sushruta) پزشک هندی در سوشروتا سامهیت (Sushruta Samhit) اظهار می‌دارد که ۶۳ ترکیبیات را می‌توان از ۶ طعم مختلف، یک بار در هر بار، دو بار در هر بار و غیره ایجاد کرد؛ بنابراین همه احتمالاً ۱–۲۶ را محاسبه کرد. پلوتارک مورخ یونانی نیز به بحثی میان کریسیپوس (قرن سوم قبل از میلاد) و هیپارخوس (قرن دوم قبل از میلاد) در مورد یک مشکل شمارشی نسبتاً ظریف اشاره می‌کند که بعدها مشخص شد به اعداد شرودر-هیپارخوس مربوط می‌شده‌است.